# Tansanische Volleyballnationalmannschaft der Frauen
Die tansanische Volleyballnationalmannschaft der Frauen ist die Auswahl tansanischer Volleyballspielerinnen, welche die Tanzania Volleyball Association auf internationaler Ebene, beispielsweise in Freundschaftsspielen gegen die Auswahlmannschaften anderer nationaler Verbände, aber auch bei internationalen Wettbewerben repräsentiert. 1984 trat der nationale Verband dem Weltverband Fédération Internationale de Volleyball (FIVB) bei. Im August 2012 wurde die Mannschaft nicht in der Weltrangliste geführt.

## Internationale Wettbewerbe

### Tansania bei Weltmeisterschaften
Die Mannschaft konnte sich bisher nicht für eine Weltmeisterschaft qualifizieren.

### Tansania bei Olympischen Spielen
Bisher gelang es der Mannschaft nicht, sich für die olympischen Wettbewerbe zu qualifizieren.

### Tansania bei Afrikameisterschaften
Die Mannschaft kann bisher keine Teilnahmen an der Afrikameisterschaft vorweisen:
| - 1976: nicht qualifiziert - 1985: nicht qualifiziert - 1987: nicht qualifiziert - 1989: nicht qualifiziert - 1991: nicht qualifiziert - 1993: nicht qualifiziert - 1995: nicht qualifiziert - 1997: nicht qualifiziert | - 1999: nicht qualifiziert - 2001: nicht qualifiziert - 2003: nicht qualifiziert - 2005: nicht qualifiziert - 2007: nicht qualifiziert - 2009: nicht qualifiziert - 2011: nicht qualifiziert |

### Tansania bei den Afrikaspielen
Tansanias Volleyballnationalmannschaft der Frauen nahm bisher nicht an den Wettbewerben der Afrikaspiele teil.

### Tansania beim World Cup
Tansania kann bisher keine Teilnahme am World Cup – dem Qualifikationsturnier für die Olympischen Spiele – vorweisen.

### Tansania beim World Grand Prix
Der World Grand Prix fand bisher ohne tansanische Beteiligung statt.